# Jogos Abertos do Interior de São Paulo de 1957
Os XXII Jogos Abertos do Interior foram a edição de 1957 dos Jogos Abertos do Interior, um evento multiesportivo realizado em São Carlos, estado de São Paulo, de 4 de novembro a 11 de novembro de 1957. Foram 128 cidades inscritas e 122 cidades presentes, num total de  00 atletas competiram nos 9 esportes. A cidade se preparou para receber o evento dos jogos, com muito empenho, reconstruindo totalmente o Estádio do Paulista, com uma pista de atletismo moderna para a época. Reformando o Ginásio de esportes, o Ginásio João Marigo Sobrinho de propriedade do São Carlos Clube, e mais uma quadra de cimento para as disputas de basquetebol e outros esportes poliesportivos.
Também houve um grande desfile das cidades participantes, realizado nas ruas da cidade, no qual a cidade de Garça foi a vencedora

## História
Nos jogos realizados em São Carlos, houve um encontro de Horácio Baby Barioni com Arthur Schlösser, que custeou parte da ida das equipes da Sociedade Esportiva Bandeirante de Brusque aos Jogos Abertos do Interior, nas cidades paulistas de São Carlos, Piracicaba e Santo André, respectivamente nos anos de 1957, 1958 e 1959, para levantar mais subsídios para a criação dos Jogos Abertos de Santa Catarina. Em 1957 durante os jogos de São Carlos, os dirigentes brusquenses mantiveram contatos com a Comissão Central Organizadora e com Baby Barioni, que foi o fundador dos Jogos Abertos do Interior em 1936 em Monte Alto. 
Houve um recurso impetrado por São Carlos ao DEFE para a partida final de basquetebol contra Piracicaba, o qual depois de julgado; foi indeferido. 

## Título
- A Campeã foi a cidade de Santos
- Vice-campeã foi a cidade de Campinas
- 5ª colocada foi São Carlos[26]